# LNER A1/A3
LNER A1 i A3 – seria lokomotyw parowych wyprodukowanych w latach 1922–1935, eksploatowanych przez brytyjskie przedsiębiorstwo kolejowe London and North Eastern Railway (LNER). Zaprojektowane z myślą o obsłudze ekspresowych pociągów pasażerskich, operowały przede wszystkim wzdłuż linii kolejowej East Coast Main Line z Londynu do Edynburga. Klasa A1 była pierwszą produkowaną seryjnie w Wielkiej Brytanii, w której zastosowano układ osi 4-6-2, tzw. Pacific.
Projekt lokomotyw klasy A1 opracowany został przez Nigela Gresleya, naczelnego inżyniera Great Northern Railway (GNR), a pierwszy egzemplarz (nr 4470 Great Northern) zbudowany został w kwietniu 1922 roku. W 1923 roku GNR zostało wchłonięte przez nowo powołaną spółkę LNER, a Gresley objął w niej funkcję naczelnego inżyniera. Po pomyślnych testach porównawczych z lokomotywami klasy A2, opracowanej równolegle przez Vincenta Ravena dla spółki North Eastern Railway (również wcielonej do LNER), podjęto decyzję o kontynuacji produkcji klasy A1.
Lokomotywy wykazały się dobrą zdolnością uciągu, wystarczającą do prowadzenia pociągu o masie 600 ton ze średnią prędkością 70 mil na godzinę (ok. 112 km/h). Szybko uwidoczniło się jednak nadmierne zużycie przez nie węgla i wody. Niewielkie modyfikacje w układzie napędowym przetestowane w latach 1925–1927 pozwoliły na redukcję zużycia węgla o 20%, co na trasie z Londynu do Newcastle odpowiadało 1,5 t. Pozwoliło to LNER na uruchomienie połączenia kolejowego z Londynu do Edynburga bez przystanków pośrednich, wówczas najdłuższego na świecie (ok. 630 km), zainaugurowanego 1 maja 1928 roku przez lokomotywę nr 4472 Flying Scotsman.
W latach 1927–1928 z powodzeniem przetestowano nowy kocioł przystosowany do wyższego ciśnienia pary (220 psi zamiast dotychczasowych 180) i wyposażony w przegrzewacz o większej pojemności. Wyposażone zostały w niego wszystkie produkowane odtąd lokomotywy, którym nadano oznaczenie A3. Modernizację wcześniej zbudowanych lokomotyw do standardu A3 przeprowadzono stopniowo do 1948 roku. Łącznie w zakładach Doncaster Works w Doncaster i North British Locomotive Company w Glasgow zbudowano 79 lokomotyw obu klas – 52 klasy A1 (wszystkie z wyjątkiem jednej później przebudowane na A3) i 27 klasy A3. Wszystkim lokomotywom nadano indywidualne nazwy, w większości przypadków od imion koni wyścigowych.
30 listopada 1934 roku lokomotywa nr 4472 Flying Scotsman jako pierwsza na świecie osiągnęła potwierdzoną prędkość 100 mil na godzinę (ok. 160 km/h). Rok później lokomotywa klasy A3 nr 2750 Papyrus ustanowiła kolejny światowy rekord prędkości – 108 mil na godzinę (ok. 174 km/h), prawdopodobnie do dziś utrzymujący się wśród parowozów, przy projektowaniu których nie zastosowano rozwiązań mających zwiększyć aerodynamikę pojazdu.
Wraz z nacjonalizacją kolei brytyjskiej w 1948 roku lokomotywy klas A1 i A3 przeszły na własność państwowego przewoźnika British Railways. Obsługę pociągów ekspresowych wzdłuż linii East Coast Main Line kontynuowały do 1961 roku, od połowy lat 30. równolegle z parowozami klasy A4, ostatecznie zastąpione w tej roli przez lokomotywy spalinowe BR Class 55 (Deltic). Do 1966 roku pozostawały w eksploatacji na innych liniach. Wszystkie lokomotywy z wyjątkiem jednej zostały złomowane. Zachowany egzemplarz – nr 4472 Flying Scotsman – od 2004 roku stanowi własność National Railway Museum w Yorku, utrzymywany w pełnej sprawności technicznej.